# Catalanotoxotus pauliani
Catalanotoxotus pauliani är en skalbaggsart som först beskrevs av Antonio Vives 2004.  Catalanotoxotus pauliani ingår i släktet Catalanotoxotus och familjen långhorningar.
Artens utbredningsområde är Madagaskar. Inga underarter finns listade.